# Luca Kumahara
Luca Kumahara (São Paulo, 27 de julio de 1995) es un jugador de tenis de mesa brasileño.

## Carrera
Formó parte de la selección brasileña de tenis de mesa que participó en los Juegos Panamericanos de 2011 y de 2015. En los Juegos Panamericanos de 2015, ganó una medalla de plata junto a Lígia Silva y Gui Lin, tras ser derrotados por el equipo de Estados Unidos.
De ascendencia japonesa, Luca es campeón latinoamericano en pruebas individuales y por equipos, así como en dobles, y ganó la medalla de oro en el Abierto de Argentina en las tres competencias (individual, por equipos y dobles), convirtiéndose en una gran promesa para los Juegos Panamericanos de 2011 y los Juegos Olímpicos de 2016.

## Vida personal
En 2022, Luca Kumahara reveló que se identifica como una persona masculina, cambiando su nombre pero afirmando que aún jugaría en campeonatos femeninos.